# قلعه لیدز

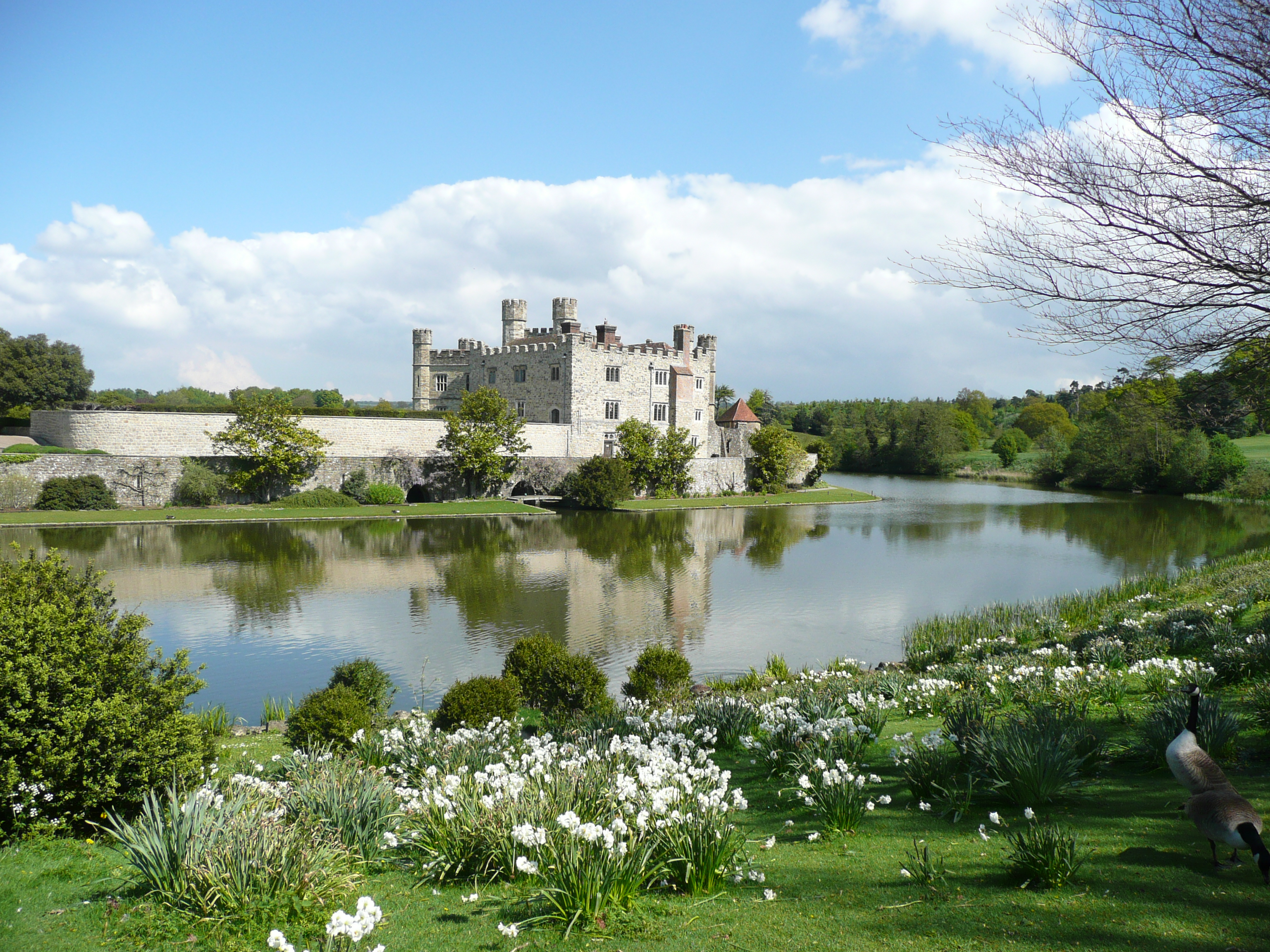
قلعهٔ لیدز

قلعه لیدز (انگلیسی: Leeds Castle) در انگلستان واقع شده است. این قلعه به یکی از محل اقامت‌های مورد علاقهٔ ادوارد یکم تبدیل شده بود. این قلعه از سال ۱۹۷۶ به روی عموم نیز باز است.

## نگارخانه

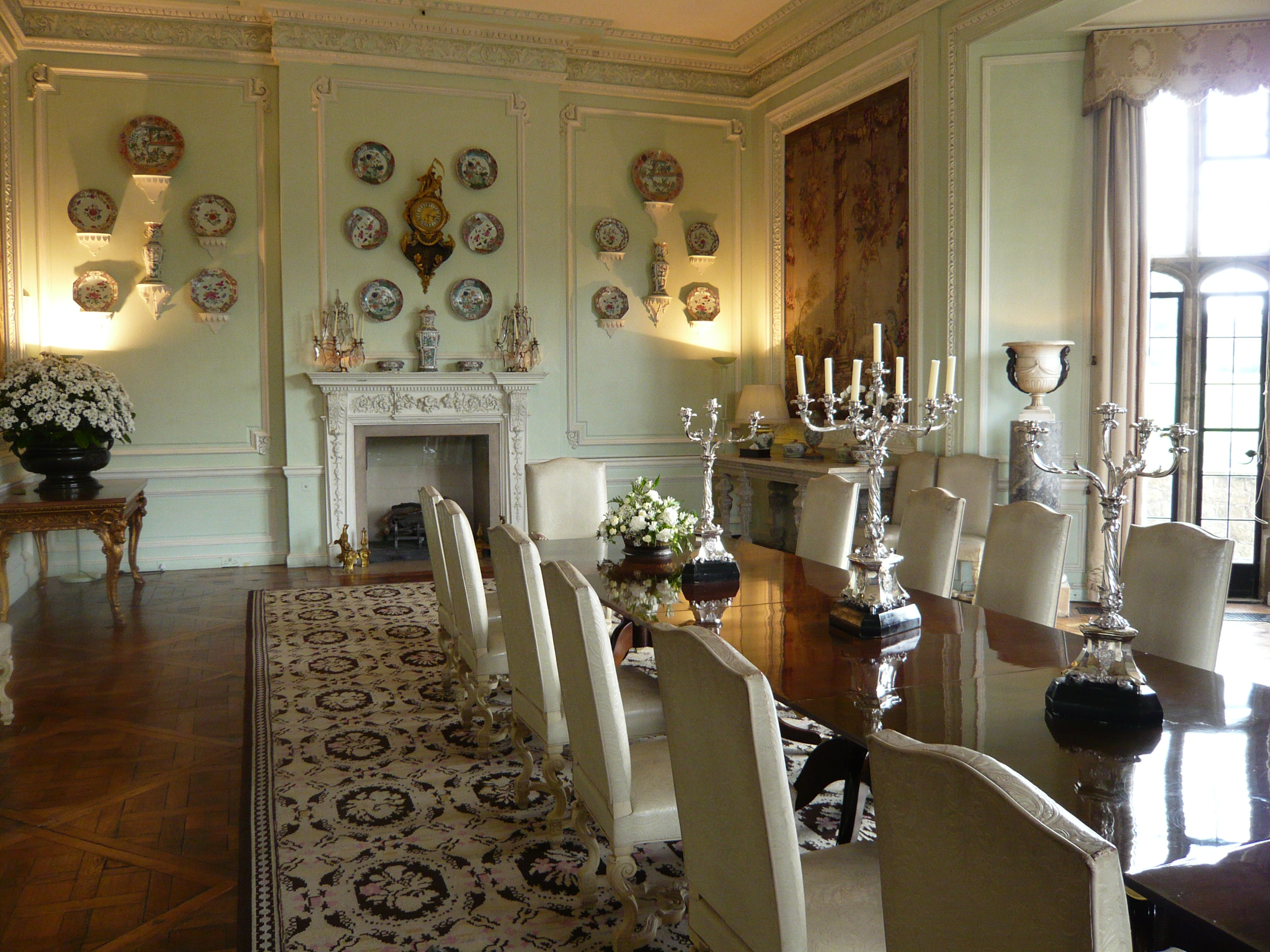
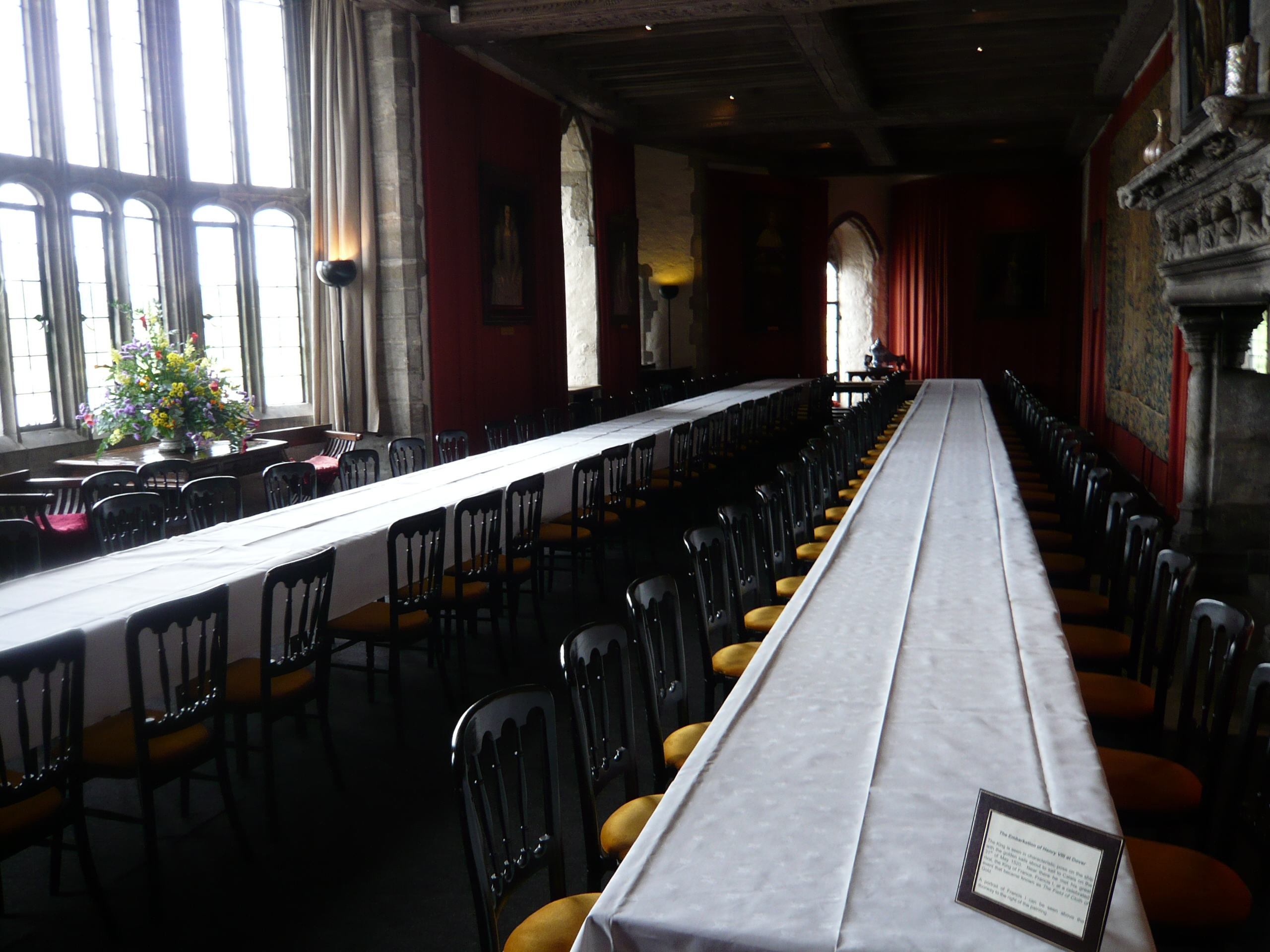
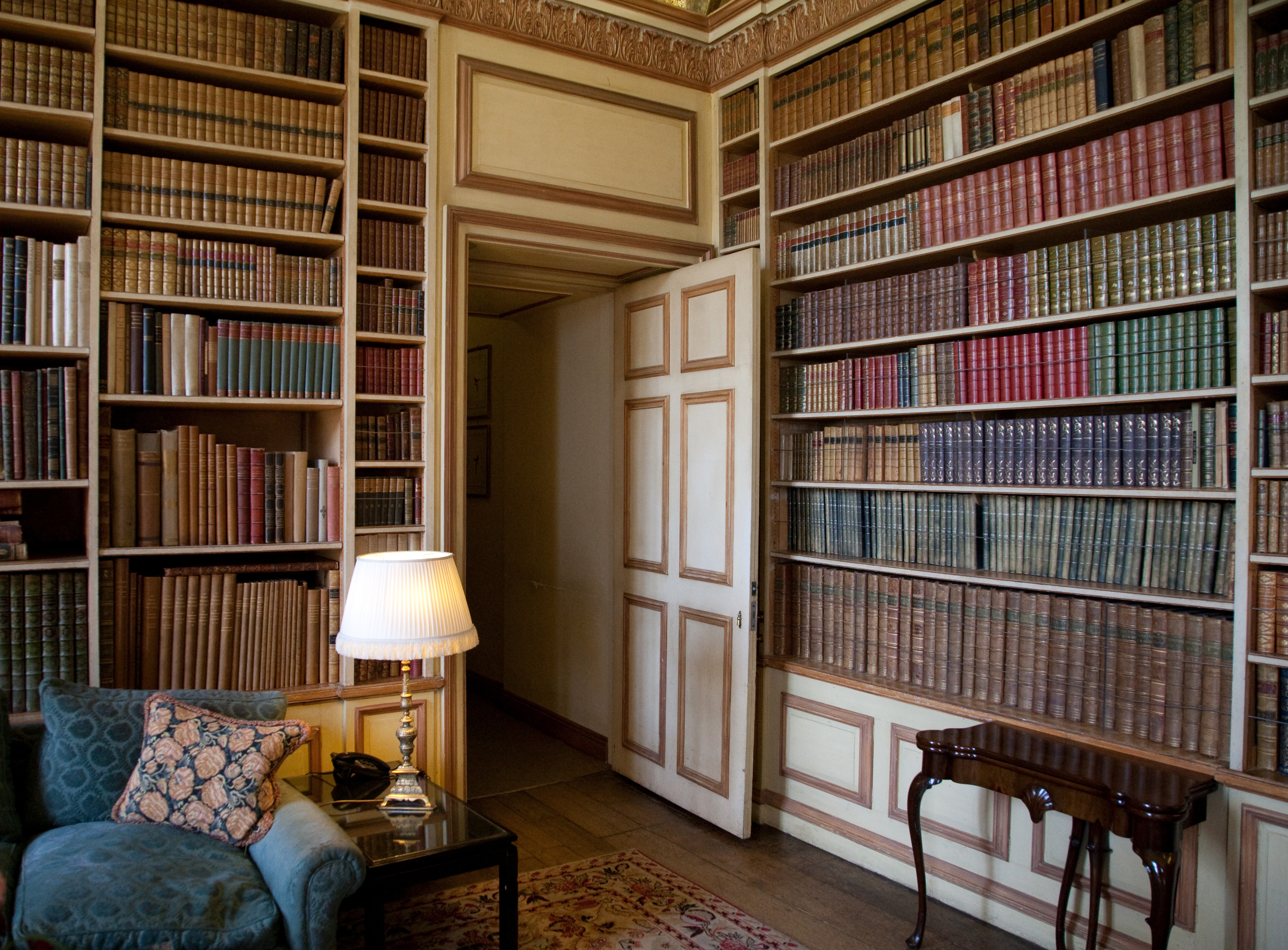